# رينزو جيفارا
رينزو جيفارا (بالإسبانية: Renzo Guevara) (2 سبتمبر 1983 في بيرو - ) هو لاعب كرة قدم بيروفي في مركزي الوسط والظهير. لعب مع اتحاد هوارال وسبورت بويز ونادي خوسيه جالفيز ‏ وTotal Chalaco ‏ ونادي جامعة كاخاماركا التقنية ‏.

## وصلات خارجية
- رينزو جيفارا على موقع قاعدة بيانات كرة القدم.إي يو (الإنجليزية)